# 퍼스트초이스 항공
퍼스트초이스 항공(영어: First Choice Airways)은 영국 크롤리에 기반을 둔 TUI 트러블 PLC의 자회사로 유럽 여행의 전세기 역할을 했다. 당시 영국과 아일랜드의 14개 공항에 60개의 국제선 노선을 갖추고 있었다.

## 역사
항공사는 1987년 4월 에어 2000으로 설립해 운항하기 시작했다. 이후 두 대의 함대 글래스고에서 자회사에 항공기를 주둔했고 캐나다의 항공사인 캐나다 3000을 설립했다. 덩사 라이센스 하에 캐나다 정부에서 금액이 인출 되었다. 이후 캐나다 3000은 지속적으로 성공했다. 이후에 에어버스 A330을 주문해 캐나다의 항공사 최초로 주문한 회사였다.
1988년 네덜란드인들이 최초로 데려 장거리 항공편에 몸바사와 케냐에 취항했으며 1989년 보잉 757의 도입으로 미국 노선을 취항을 준비하고 있다. 최초 정기 노선은 1992년에 런던 개트윅 공항에 취항되었다. 1998년 6월에, 더블린에서 항공편에 의해 처음으로 취항했고 에어 영국 레저와 통합 후 지정한 항공사 4대의 에어버스 A330와 보잉 767를 도입했으나 이후에 취소했다. 2000년 3월 퍼스트초이스 항공으로 변경되었다.
2005년 2월 보잉 787 드림라이너를 제네럴 일레트릭으로부터 주문했으나 톰슨 항공과 합병으로 인해 인도는 받지 못했다.
2006년 11월 공항 요금이 지불되지 않았다는 이유로 다카르에 있는 공항에 보잉 757 취항을 중지 시켰다. 총계 수요가 200만 CFA 프랑 (3,000 유로)이다. 최초로 조종사가 자신의 신용 카드로 인해 금액을 존 로렌스가 최초의 임원도 돕기도 했다. 어두워이고 활주로 조명 추가 비용 때문에 여행자 수표는 부족했다. 승객으로부터 기부금에 의존하지 않도록하기 위해서는 결국이 법안이 될 수 있었다. 당시 지불하는 항공사 체크 아웃 음료에 조종사에 도달해야 했기 때문이다.
2007년 9월, TUI의 계열사인 TUI 여행에 인수했다. 이후 브리타니아 항공과 톰슨 플라이가 합병되면서 2008년 3월에 톰슨 항공이 되었다.

## 같이 보기
- 영국의 없어진 항공사 목록

## 사진

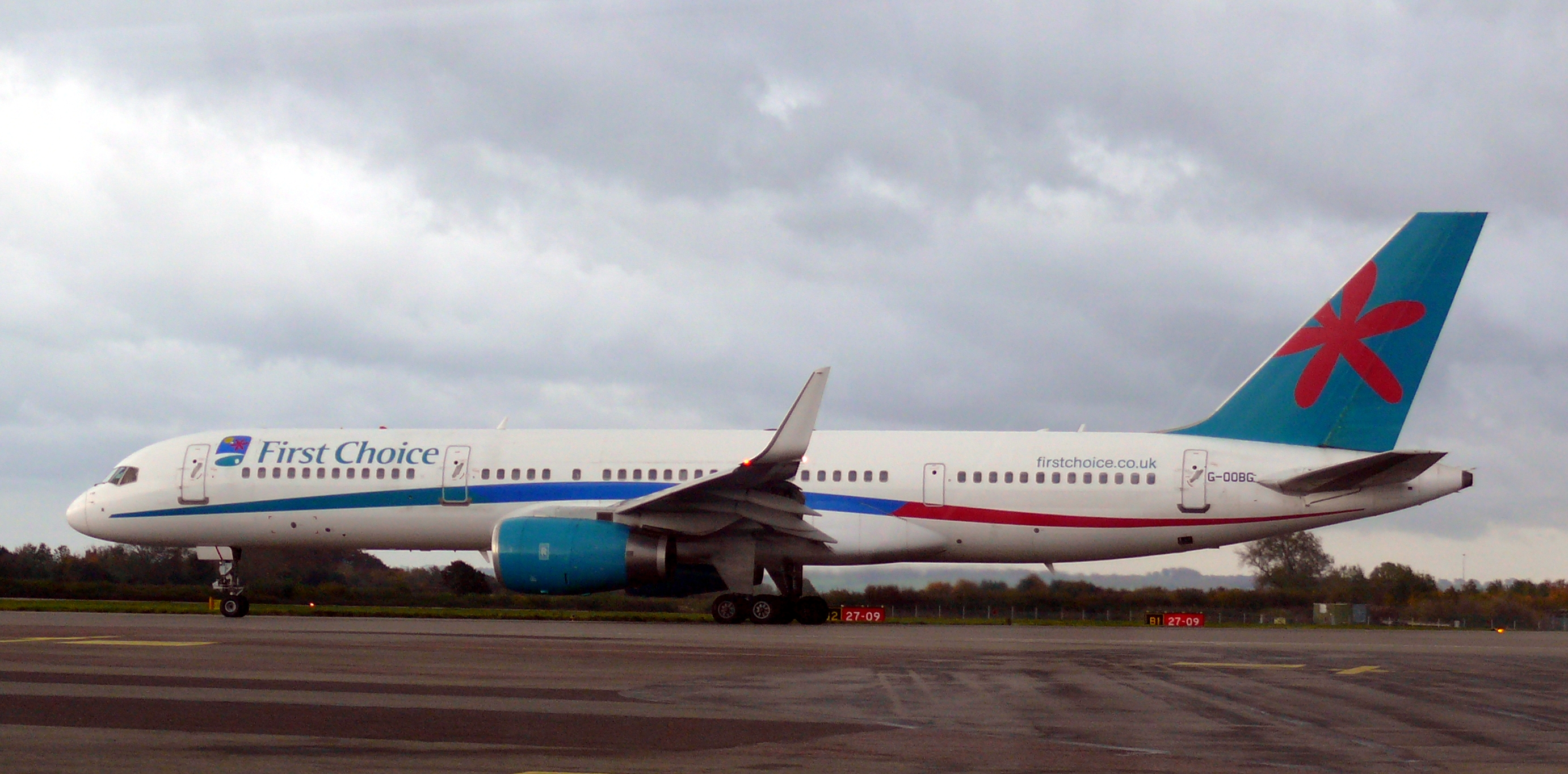
퍼스트초이스 항공의 보잉 757-200
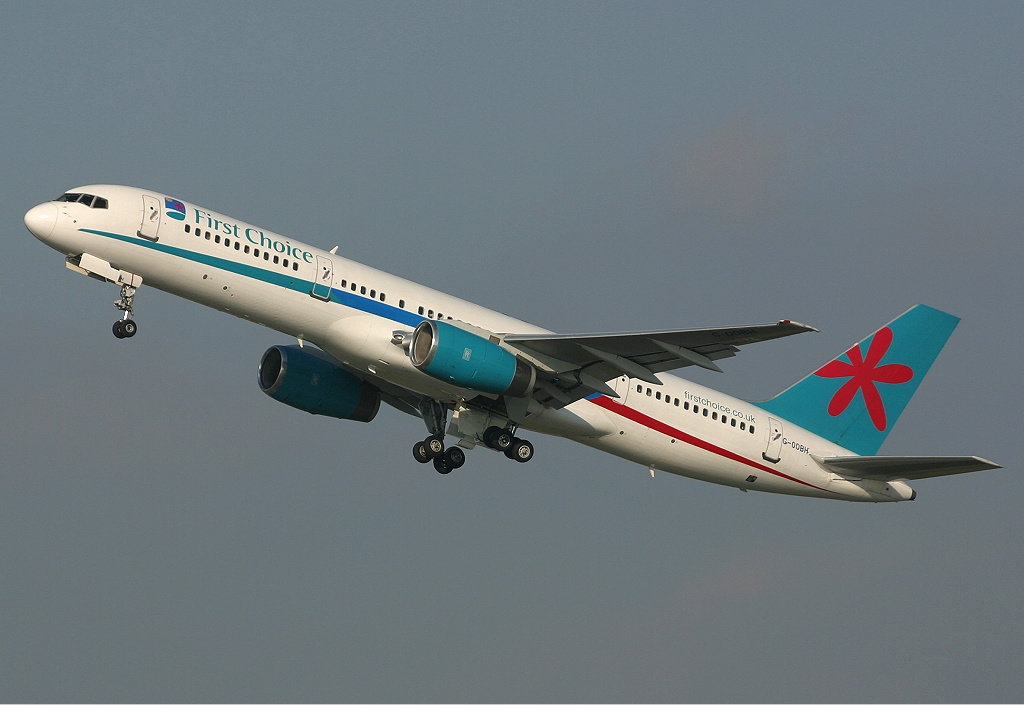
퍼스트초이스 항공의 보잉 757-200
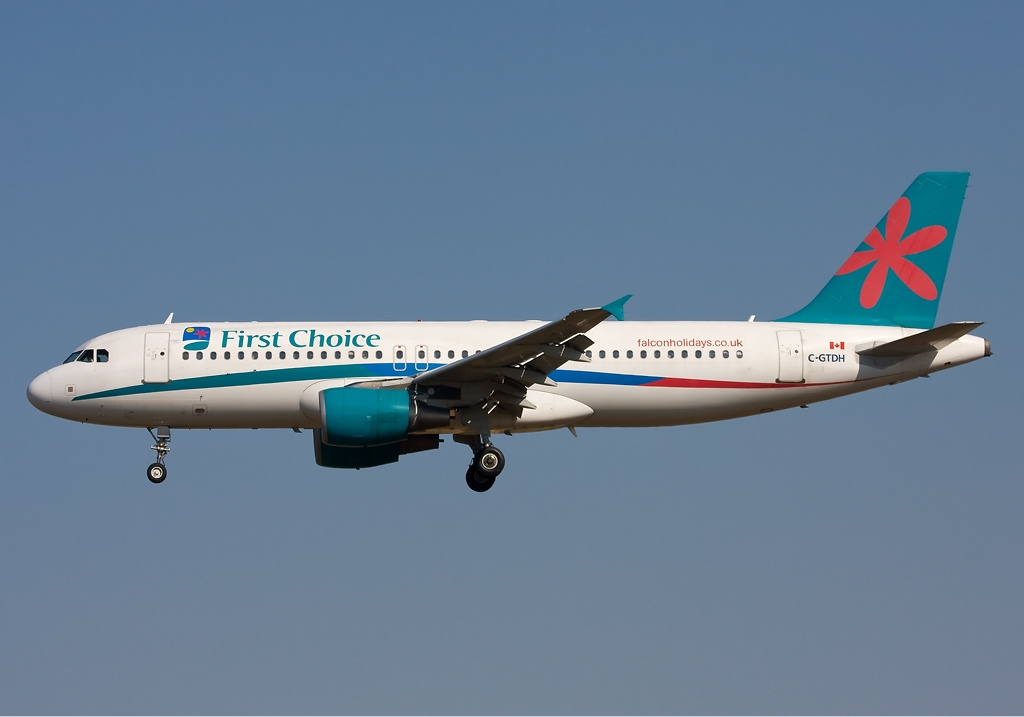
퍼스트초이스 항공의 에어버스 A320-200
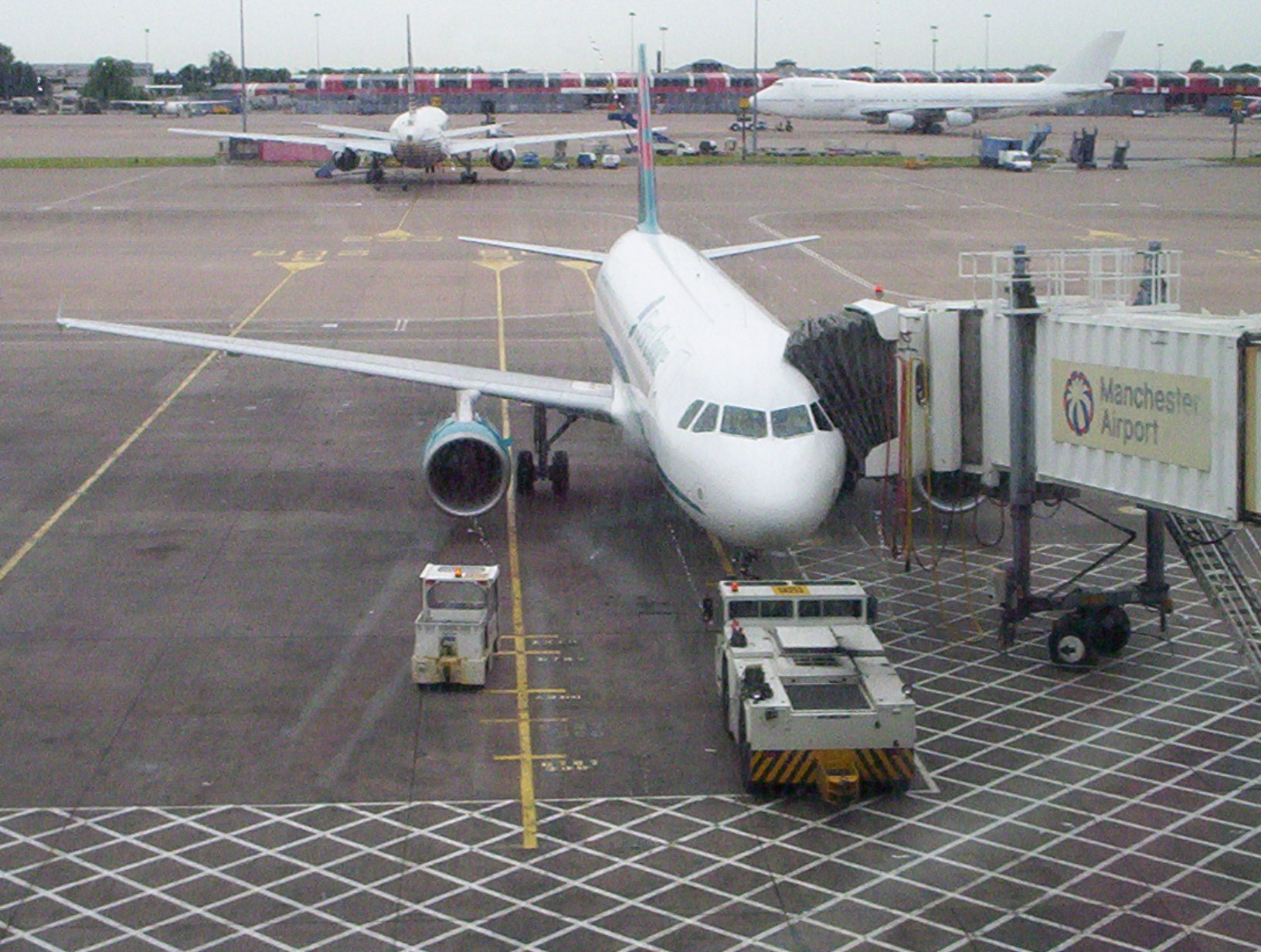
퍼스트초이스 항공의 에어버스 A320-200
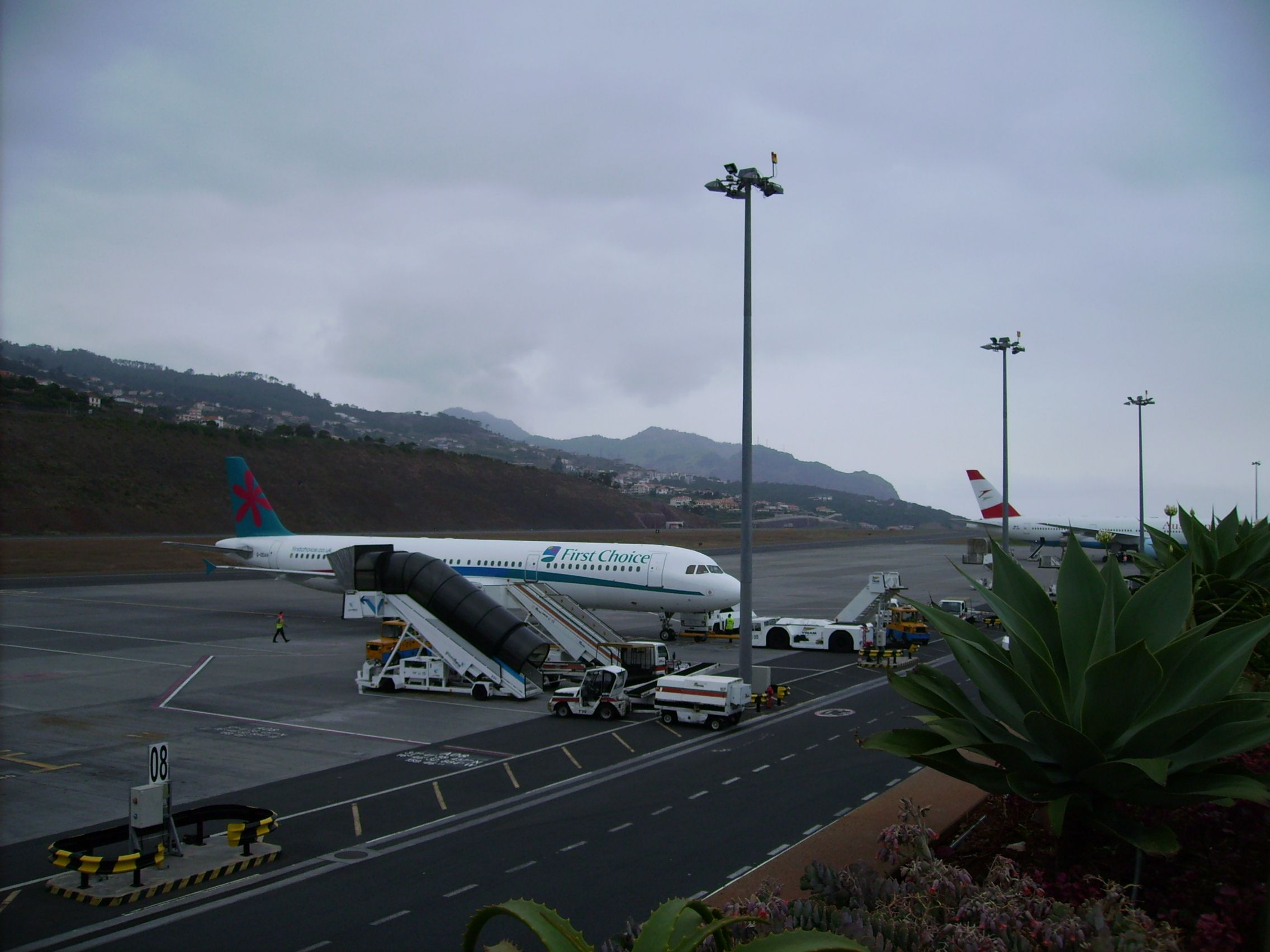
퍼스트초이스 항공의 에어버스 A321-200